# エンゲルハート (小惑星)
エンゲルハート (4217 Engel hardt) は、小惑星帯にある小惑星。キャロライン・シューメーカーがパロマー天文台で発見した。
衝突クレーターの研究などの分野の研究で知られる、
ドイツの地質学者、鉱物学者ヴォルフ・フォン・エンゲルハート (Wolf Jürgen von Engelhardt) に因んで名付けられた。